# 龍鼓水道

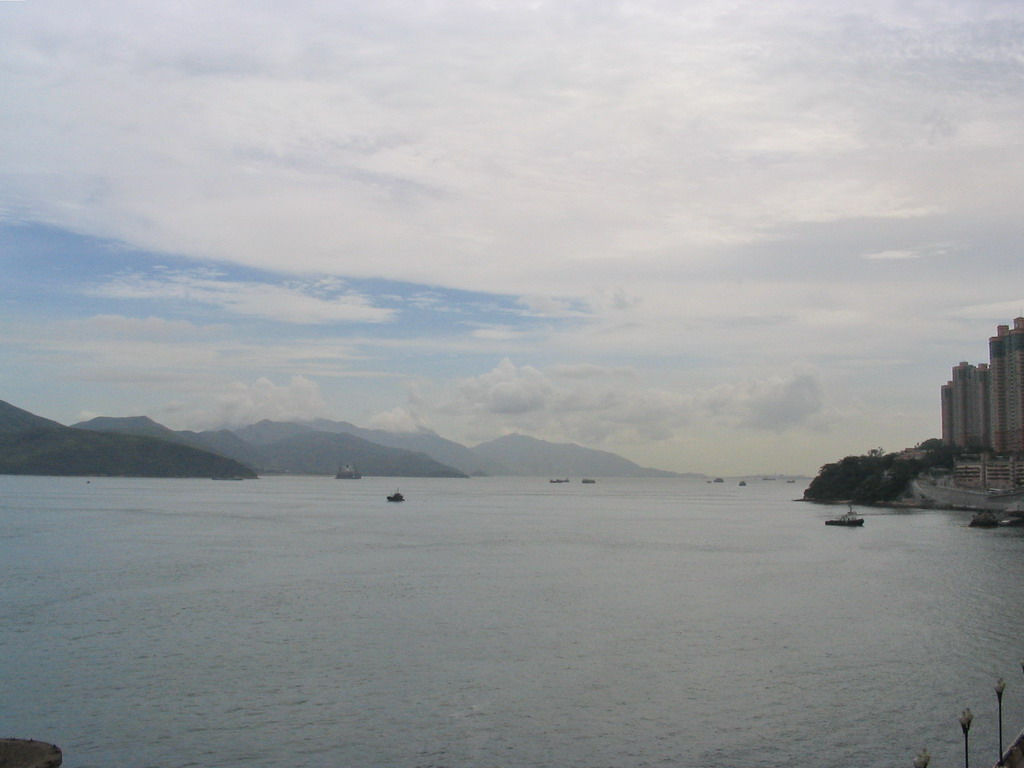
由深井向西眺望龍鼓水道

龍鼓水道（英語：Urmston Road，音譯暗士頓水道）是香港的一條主要水道，位於屯門南岸及大嶼山北岸之間的寬闊海域。水道西端連接赤灣港、伶仃洋及珠江出口（深圳港媽灣航道），東端則連接汲水門及馬灣海峽。這個海峽是由南中國海或維多利亞港往珠江口城市或澳門的重要水道之一。爛角咀對開对开海域设有領港員登船區。
由於龍鼓水道之中有不少島嶼，例如沙洲、龍鼓洲和大小磨刀，所以通過的船隻一般都沿著水道北部位置行駛。而於1990年代，水道中的赤鱲角被大規模移山填海，成為香港國際機場新址。

## 設立主要航道
自1980年代起，由於發電廠及水泥廠興建，加上深圳西部海口發展，使龍鼓水道海上交通日益繁忙，船舶間交叉及對頭相遇情況日增，而小型船隻佔用航路，對大型船隻航行構成影響。
香港政府海事處於2008年起展開研究，並於2013年提出由深圳西部航道，位處屯門爛角咀以西的「龍鼓水道錨地」領港登船區開始，至荃灣青龍頭之間沿龍鼓水道設立「主要航道」，三個分段從西至東命名為「龍鼓航道」、「青山航道」及「下棚航道」，而「下棚航道」、「汲水門航道」及馬灣海峽上的「馬灣航道」之間，則設立「航道交匯處」，並建議「航道交匯處」內禁止捕魚活動，惟此舉一度引起馬灣附近漁民所反對。
政府將於2017年10月向立法會提交法案，修改《船舶及港口管制規例》及《商船(本地船隻)(一般)規例》以作規管。